# Luna 27
Luna 27 (El módulo de aterrizaje Luna Resurs 1 o El módulo de aterrizaje Luna Resource 1) es una misión de aterrizaje lunar planificada por Roscosmos con la colaboración de la Agencia Espacial Europea (ESA) para enviar un módulo de aterrizaje en la cuenta del Polo Sur-Aitken, una zona en la cara oculta de la Luna. Su objetivo será detectar y caracterizar los volátiles polares lunares. La misión es una continuación del programa Luna-Glob.

## Misión
El objetivo es la prospección de minerales, volátiles (nitrógeno, agua, dióxido de carbono, amoníaco, hidrógeno, metano y dióxido de azufre, y hielo de agua lunar en zonas de sombra permanente de la Luna e investigar el uso potencial de estos recursos lunares naturales. A largo plazo, Rusia considera la posibilidad de construir una base tripulada en la cara oculta de la Luna que aportaría beneficios científicos y comerciales.
La participación de Europa en la misión recibió la aprobación final en una reunión de ministros en diciembre de 2016. La Agencia Espacial Europea (ESA) contribuirá con el desarrollo de un nuevo tipo de sistema de aterrizaje automatizado, y también proporcionará el paquete "PROSPECT", que consiste en un taladro (ProSEED), la manipulación de muestras y un paquete de análisis (ProSPA). El taladro de percusión está diseñado para bajar hasta 2 metros y recoger muestras de hielo cementado para un laboratorio miniaturizado a bordo llamado ProSPA. La carga útil científica consta de quince instrumentos.
La misión del módulo de aterrizaje fue anunciada en noviembre de 2014 por Rusia, y su lanzamiento está previsto para agosto de 2025.

## Carga útil científica
El módulo de aterrizaje contará con 15 instrumentos científicos que analizarán el regolito, el plasma de la exosfera, el polvo y la actividad sísmica.
La Agencia Espacial Europea planeó volar en esta misión, en colaboración con Rusia, el Paquete de observación de recursos y prospección in situ para la exploración, la explotación comercial y el transporte (PROSPECT) del programa ProSEED de muestreo lunar, el laboratorio químico y el paquete de análisis de volátiles ProSPA y la carga útil de comunicaciones de alto rendimiento Espectrómetro de masas exosférico de banda L (EMS-L), pero el ProSEED y el ProSPA volarán ahora en una misión CLPS de la NASA en 2025 y el EMS-L volará ahora en la misión JAXA/ISRO del rover lunar LUPEX en 2024 debido a que la colaboración internacional continuada está en entredicho por la invasión rusa de Ucrania en 2022 y las correspondientes sanciones a Rusia.
La carga útil de los instrumentos incluye:
- ADRON-LR, análisis activo de neutrones y rayos gamma del regolito
- ARIES-L, medición de plasma en la exosfera
- LASMA-LR, espectrómetro de masas láser
- LIS-TV-RPM, espectrometría infrarroja de minerales e imágenes
- LINA, medición de plasma y neutrales
- PmL, medición de polvo y micrometeoritos
- Radiofaro, comunicación por radio de alta potencia
- RAT, mediciones por radio de las propiedades térmicas del regolito
- SEISMO-LR, sismómetro
- Espectrómetro, imágenes UV y ópticas de la composición mineral
- THERMO-L, medición de las propiedades térmicas del regolito
- STS-L, imagen panorámica y local
- Láser retroreflector, experimentos de libración y alcance lunar
- BUNI, apoyo a la energía y a los datos científicos